# Mesomys
Mesomys är ett släkte av däggdjur som ingår i familjen lansråttor.

## Beskrivning
Dessa gnagare blir 15 till 20 cm långa (huvud och bål) och har en 11 till 22 cm lång svans. De väger mellan 130 och 220 g. Pälsen på ovansidan består av mjuka hår och många taggar. Taggarna har ljusbruna och mörkbruna band och därför ser hela pälsen prickig ut. På buken är pälsen ljusbrun, orange eller vitaktig. Vid svansens spets finns en tofs. Arterna har små runda öron och kraftiga böjda klor vid tårna.
Släktets medlemmar förekommer i norra Sydamerika. De vistas främst i skogar och klättrar i växtligheten. Individerna vilar i trädens håligheter eller gömda i hustak. Per kull föds oftast en och ibland upp till tre ungar.

## Arter
Arter enligt Wilson & Reeder (2005) samt IUCN:
- Mesomys hispidus, norra Sydamerika.
- Mesomys leniceps, norra Peru.
- Mesomys occultus, nordvästra Brasilien.
- Mesomys stimulax, nordöstra Brasilien.

Två arter som tidigare ingick i släktet flyttades till Makalata.